# کوربین بلو
کوربین بلو ریورز (به انگلیسی: Corbin Bleu Reivers) (زاده ۲۱ فوریه ۱۹۸۹) که به کوربین بلو مشهور است، بازیگر، مدل، رقصنده و خوانندهٔ آمریکایی است. او بیشتر به خاطر نقشش در سری فیلم‌های دبیرستان موزیکال، مجموعه پرواز ۲۹ سقوط کرد و بپر داخل! (به انگلیسی: Jump In!) شناخته می‌شود. به عنوان یک مهمان افتخاری به نظر می‌رسد در برخی از قسمت‌های تلویزیون سری هانا مونتانا. در پاییز سال ۲۰۰۹، باعث شد نقش اصلی را در سبک آزاد فیلم.
او همچنین به صورت خواننده تک‌خوان اولین آلبوم خود را با نام جهت دیگر در ۱ مه ۲۰۰۷ عرضه کرد. آلبوم در بیلبورد ۲۰۰ ۱۸٬۰۰۰ نسخه در هفته اول رتبه ۳۶ را گرفت. دومین آلبوم او با نام سرعت نور در ۱۰ مارس ۲۰۰۹ در آمریکا عرضه شد. در این منطقه از مرحله، در سال ۲۰۱۰ به تئاتر موزیکال در خیابان برادوی، یک بازی در مناطق مرتفع شده‌است.

## اوایل زندگی
کوربین بلو در بروکلین، نیویورک، از مارتا و دیوید ریورز متولد شد. مادر او ایتالیایی-آمریکایی و پدرش جامائیکایی-آمریکایی است. او همچنین دارای سه خواهر به نام‌های جگ، فینکس، و هانتر ریورز می‌باشد. بلو در کودکی به مدت چند سال به فراگیری رقص با تمرکز بر باله و جز پرداخت. او از دبیرستان هنر بخش لس‌آنجلس فارغ‌التحصیل شد.
بلو تعلیماتی در رقص دید، که سرانجام اولین دانش‌آموز بااعتبار در آکادمی رقص دبی آلن شد. بعد از آن او به عنوان یک دانش‌آموز ارشد تئاتر، با تعقیب کردن جای پای مادرش، در دبیرستان مشهور هنرهای نمایشی نیویورک شرکت کرد. همانند پدرش او برای اولین بار در سن ۲ سالگی در تبلیغات تلویزیونی مانند Life cereal, Bounty, Hasbro و Nabisco شرکت کرد. این زمانی بود که او در علاقه‌اش به رقص با تمرکز بر باله و جز پی برد که به صورت معمول در کلاس درسش تنها شاگرد پسر بود. در ۴ سالگی او مدلی برای کمپانی مدسازی فورد در نیویورک بود. او در چندین تبلیغات چاپ شده مانند Macy's, Gap، مجله Target و Toys R Us و مجله‌های کودکان و والدین حضور داشت و همچنین عکسش در بازیچه‌های کودکان و بسته‌ها دیده می‌شد. در سن ۶ سالگی، کوربین اولین تجربه حرفه‌ای تئاتر خود را در تئاتر برادوی انجام داد. او در این سری از نمایش‌ها در «تینی میم مرده‌است» در نقش پسربچه متروک و لال بازی کرد.

## حرفه

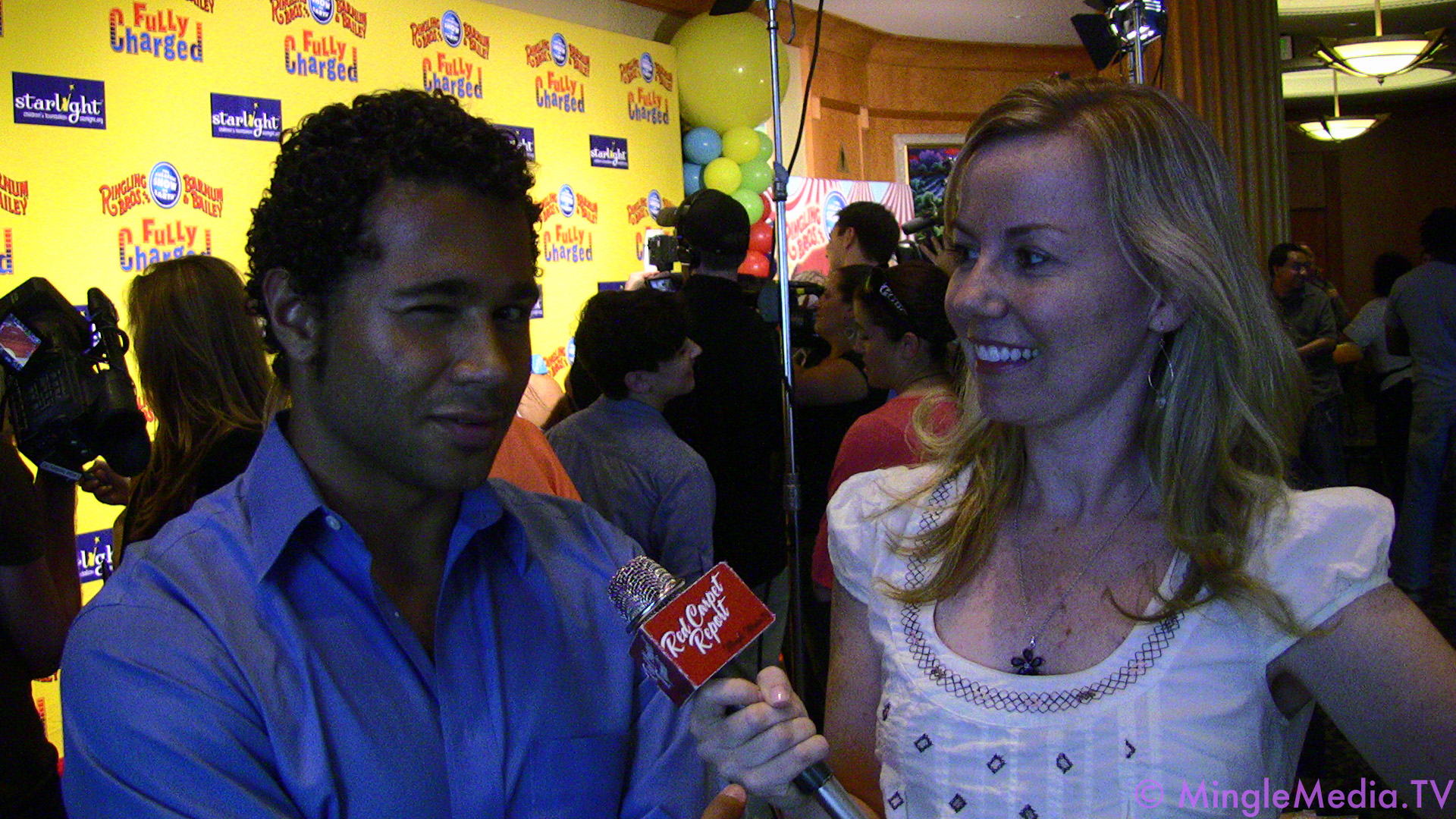
کوربین بلو در حال مصاحبه در سال ۲۰۱۱

کوربین منجر شد که اولین نقش بازیگران در فیلم در سال ۲۰۰۴ در فیلم آن بچه را بگیر در مقابل کریستن استوارت ومکس تیریوت، کوربین که بخشی از بازیگران از سری تلویزیون‌های جدید برای کودکان شد "پرواز ۲۹ سقوط کرد" در نقش "نیتین مک‌هاگ". مهمان افتخاری در دوره‌های متعددی در سریال تلویزیونی هانا مونتانا، جایی که او در نقش «جانی کالینز» را در مقابل مایلی سایرس وامیلی اسمنت ومیتچل موسو وموزز اریاس.
در سال‌های ۲۰۰۷ و۲۰۰۶ و۲۰۰۸، ایفای نقش کوربین از "چاد دانفرث" در یک سری از معروف فیلم‌های دیزنی "دبیرستان موزیکال" در مقابل وونسا هاجنز، اشلی تیزدیل وزک افران ولوکاس گرابل ومونک کلمن، که برنده جایزه امی و محبوبیت بسیار زیاد از فیلم‌های کانال دیزنی اصلی. در این مجموعه، نقش آبی بازیکن بسکتبال تیم چاد دانفرث، یکی از همکاران از شخصیت اصلی "تِروی بولتون" (زک افران). است از آن به بعد تبدیل به یکی از فیلم‌های دیزنی کانال اصلی دارای امتیاز.
در پاییز ۲۰۰۹ است، و ستاره دار در یک فیلم سبک آزاد بازی «کیل بریانت» در مقابل ساندرا اچه وریا ومدیسون پتیس.
کوربین بلو نقش بازیگران در برادوی بازی موسیقی "در مناطق مرتفع".

## فعالیت‌های موسیقی

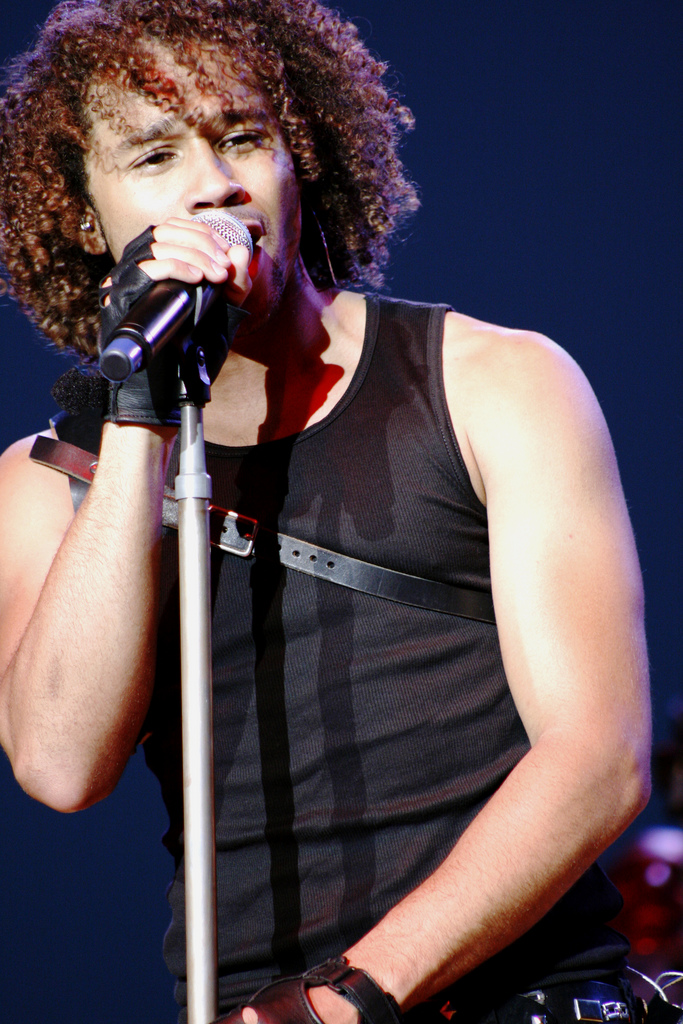
کوربین بلو

در آلبوم جهت دیگر. کار خود را به عنوان یک خواننده آغاز شد، امضای قرارداد با «هالیوود ریکاردز». برچسب‌های دیزنی می‌باشد. صادر شده این آلبوم اولین جهت دیگر در ماه مه ۲۰۰۷. ۳۶ که در فهرست رتبه‌بندی از بالا آلبوم ۲۰۰ رسیده‌است. ۱۸۰۰۰ نسخه در هفته اول آن به فروش رفت. موفق همکاری خواننده نی-یو در آهنگ «تبدیل به تنها». او همچنین شرکت هنرمندان دیگر مانند متی جرارد و ریک هادسون. در آلبوم جهت دیگر، و پنج آهنگ از این آلبوم همکاری نوشت. او همچنین نوشت: دو آهنگ اضافی نیز در این نسخه در اروپا ظاهر شد. یکی تحت عنوان «خلاص شدن از شر آن». شعری به موسیقی «پرینس».

در آلبوم سرعت نور. اخیراً در یک مصاحبه با مجله بیلبورد، اعلام کرده‌است که آغاز کار بر روی آلبوم بعدی، و گفت: 
وجود خواهد داشت که بسیاری از تفاوت‌ها با آلبوم دوم. اولین و مهمترین، خواهد بود حفظ حریم خصوصی، من شده‌است در هر جنبه از نوشتن است. همان‌طور که برای جهت موسیقی، این کاملاً متفاوت است. من می‌خواستم به این آلبوم شامل یک‌کمی از راک است. وریتم و بلوز وموسیقی پاپ.
محصول شرکت «اریک هادسون» در بسیاری از آلبوم. در رابطه با آهنگساز، «کلود کلی». در ابتدا، این آلبوم موفق به در فهرست بهترین ۲۰۰ آلبوم ظاهر می‌شود. به گفته برخی از منابع. این آلبوم کمتر از ۴۰۰۰ در هفته اول به فروش رفت. در حالی که ترویج مای اسپیس است.

## زندگی شخصی

کوربین بلو ریورز به همراه نامزدش

بازیگران مورد علاقه او جنیفر گارنر و آنجلینا جولی. بهترین خواننده: مایکل جکسون. کتاب مورد علاقه گتسبی بزرگ است. وبهترین دوستان ونسا هاجنز، اشلی تیزدیل وزک افران. پسر بازیگر دیوید ریورز او سه خواهر کوچکتر از. او عاشق جانوران، جانوران مورد علاقه خود را ببر است. او پیانو و موسیقی ابزار برجسته.
شروع به درس در رقص، دو سال است. ترجیحاً در یک فورد موستانگ. بهترین دوست یک عکاس، «مارک بلک ول».

## آلبوم‌شناسی

کوربین بلو در زندگی زیبا

## جوایز و اعطاها

کوربین بلو در فیلم نمایش موزیکال دبیرستان ۲

## فیلم‌شناسی

کوربین بلو ومایلی سایرس در هانا مونتانا

| سال       | تلویزیون                             | نقش               | یادداشت‌ها        |
| --------- | ------------------------------------ | ----------------- | ---------------- |
| ۱۹۹۶      | رویداد بزرگ - High Incident          | ندارد             | نقش دوره‌ای       |
| ۱۹۹۶      | ای آر                                | پسربچه            | یک قسمت          |
| ۱۹۹۸      | مالکولم و ادی - Malcolm & Eddie      | یک قسمت           | متیو             |
| ۲۰۰۰      | مرا پشتیبانی کن                      | نیک الدربای       | یک قسمت          |
| ۲۰۰۱–۲۰۰۲ | نمایش آماندا                         | راسل کارتر        | دو قسمت          |
| ۲۰۰۵–۲۰۰۷ | پرواز ۲۹ سقوط کرد - Flight 29 Down   | نیتین مک‌هاگ       | از افراد نقش اول |
| ۲۰۰۶–۲۰۰۷ | راهنمای افشا شدهٔ زنده‌ماندن ند        | اسپنسر            | دو قسمت          |
| ۲۰۰۶–۲۰۰۸ | هانا مونتانا                         | جانی کالینز       | دو قسمت          |
| ۲۰۰۷      | نمایش غاز مادر - Mother Goose Parade | بزرگ مارشال       | نقش اول          |
| ۲۰۰۸–۲۰۰۹ | فیناس و فرب - Phineas and Ferb       | صدای شخصی: کلتران | دو قسمت          |
| ۲۰۰۸–۲۰۰۹ | زندگی زیبا - The Beautiful Life      | نقش اول           | آیزاک            |
| ۲۰۱۰      | همسر خوب - The Good Wife             | یک قسمت           | خاویر برلین      |

| سال  | فیلم                                                        | نقش                                                     | یادداشت‌ها      |
| ---- | ----------------------------------------------------------- | ------------------------------------------------------- | -------------- |
| ۱۹۹۸ | سرباز                                                       | جانی                                                    | ظاهرشده        |
| ۱۹۹۸ | فیلم ساحل - Beach Movie                                     | بچه                                                     | ظاهرشده        |
| ۱۹۹۹ | درخت خانوادگی - Family Tree                                 | ریکی                                                    | نقش اصلی       |
| ۱۹۹۹ | مردان معما - Mystery Men                                    | باچ                                                     | ظاهرشده        |
| ۱۹۹۹ | جستجوی راه‌شیری - Galaxy Quest                               | تامی جوان                                               | ظاهرشده        |
| ۲۰۰۴ | بچه را بگیر                                                 | آستین                                                   | نقش اصلی       |
| ۲۰۰۶ | موزیکال دبیرستان                                            | چاد دانفرث                                              | فیلم تلویزیونی |
| ۲۰۰۷ | معمای گرداب جادویی                                          | صدای شخصی: گرداب جادویی                                 | نقش اصلی       |
| ۲۰۰۷ | بپر داخل!                                                   | ایزادور دانیلز                                          | فیلم تلویزیونی |
| ۲۰۰۷ | نمایش موزیکال دبیرستان ۲                                    | چاد دانفرث                                              | فیلم تلویزیونی |
| ۲۰۰۸ | دبیرستان موزیکال ۳: سال آخر                                 | چاد دانفرث                                              | فیلم سینمایی   |
| ۲۰۰۹ | سبک آزاد                                                    | کیل بریانت                                              | نقش اصلی       |
| ۲۰۰۹ | آنسوی تمام مرزها - Beyond All Boundaries                    | صدای شخصی: ادی جورج رابینسون صدای شخصی: گروهبان دن لوین | (فیلم کوتاه)   |
| ۲۰۱۰ | من مدیون زندگی من کوربین بلو - I Owe My Life to Corbin Bleu | کوربین بلو                                              | (فیلم کوتاه)   |
| ۲۰۱۰ | موتور اندکی که می‌توانستم - The Little Engine That Could     | صدای شخصی: لو                                           | نقش اصلی       |
| ۲۰۱۰ | پرواز ۲۹ سقوط کرد - فیلم                                    | نیتین مک‌هاگ                                             | نقش اصلی       |
| ۲۰۱۱ | شکر - Sugar                                                 | سکتش                                                    | نقش اصلی       |
| ۲۰۱۱ | ترسناک یا بمیر - Scary or Die                               | امت                                                     | نقش اصلی       |
| ۲۰۱۲ | رنه - Renee                                                 | ماکی                                                    | نقش اصلی       |
| ۲۰۱۲ | پرستار سه‌بعدی                                               | استیو                                                   | نقش اصلی       |

| سال  | تهیه‌کننده                     | نقش              | یادداشت‌ها |
| ---- | ----------------------------- | ---------------- | --------- |
| ۲۰۰۸ | سبک آزاد                      | تهیه‌کننده        | فیلم      |
| ۲۰۱۱ | ترسناک یا بمیر - Scary or Die | تهیه‌کننده اجرایی | فیلم      |

| سال  | تئاتر          | نقش  | یادداشت‌ها     |
| ---- | -------------- | ---- | ------------- |
| ۲۰۱۰ | در مناطق مرتفع | خودش | خیابان برادوی |